# Monxorós
Os monxorós são os integrantes de uma aldeia (o termo "tribo" é incorreto) indígena brasileira que posteriormente deu nome à cidade de Mossoró, no estado do Rio Grande do Norte.

## História
Os indígenas monxorós, primeiros habitantes da região, eram, segundo o historiador Luís da Câmara Cascudo, cariris. Há quem os designassem  como da família dos potiguares e até mesmo como tapuias. Os monxorós eram de "tipo baixo, ágil, platicéfalo, com hábitos de guerra e espírito taciturno", características dos cariris, adianta o etnólogo norte-rio-grandense. No começo do século XVIII, foram os monxorós evacuados para a Serra dos Dormentes, em Portalegre, sendo em 1749, vencidos pelos paiacus, auxiliados por Carlos Barromeu e Clemente Gomes de Amorim, dispersados e finalmente absorvidos por outras aldeias mais fortes.

## Nome
Câmara Cascudo sustenta que o topônimo provém dos cariris monxorós ou moçorós.
Para Antônio Soares, Moçoró é corruptela de "mô-çoroc", vocábulo indígena que significa fazer roturas, o que rasga, rompe ou abre fendas. "Aplica-se bem ao Rio Mossoró, que rasgou ou rompeu a terra marginal em diversos pontos, formando camboas". No mesmo trabalho, cita Miliet de Saint Adolfhe para quem o nome teria vindo de uns índios aldeados nas proximidades da foz do Rio Apodi, que seriam os Macarus (ou Maçarus). Cita ainda Saldanhas Marinho, para quem "Mossoró" era corruptela de mororó, árvore muito flexível, resistente e vulgar no norte.